# Pompilopterus
Pompilopterus (лат.) — ископаемый род мелких сфекоидных ос из семейства Angarosphecidae из отложений мелового периода. Название дано по имени помпилид (Pompilidae), к которым первоначально был отнесён типовой вид.

## История
Один из древнейших родов ос, возраст отпечатков которых составляет от 145 до 112 млн лет (меловой период).

## Распространение
Великобритания, Испания, Россия (Бурятия).

## Описание
Мелкие осы, длина менее 1 см (исключение: Pompilopterus montsecensis Rasnitsyn, 2000, длина тела которого 16 мм). Крылья с густым опушением и узкой радиальной ячейкой. RS своим основанием отдалена от птеростигмы. Ячейки 1mcu и 2rm перекрываются. Развита ячейка 3r-m, ячейка 3r узкая и длинная.

## Классификация
Включает около 10 ископаемых видов. Род был впервые выделен в 1975 году советским палеоэнтомологом Александром Павловичем Расницыным.
- † Pompilopterus ciliatus Rasnitsyn, 1975typus[1]
- † Pompilopterus corpus Rasnitsyn & Jarzembowski, 1998[2]
- † Pompilopterus difficilis Rasnitsyn & Jarzembowski, 1998[2]
- † Pompilopterus keymerensis Rasnitsyn & Jarzembowski, 1998[2]
- † Pompilopterus leei Rasnitsyn & Jarzembowski, 1998[2]
- † Pompilopterus montsecensis Rasnitsyn, 2000[3]
- † Pompilopterus noguerensis Rasnitsyn & Martínez-Delclòs, 2000[4]
- † Pompilopterus wimbledoni Rasnitsyn & Jarzembowski, 1998[2]
- † Pompilopterus worssami Rasnitsyn & Jarzembowski, 1998[2]